# Rezerwat przyrody Pod Fabiánkou
Rezerwat przyrody Pod Fabiankou (słow. Prírodná rezervacia Pod Fabiánkou) – rezerwat przyrody na terenie Krasu Słowacko-Węgierskiego w południowo-wschodniej Słowacji. Zajmuje powierzchnię 1,22 ha.

## Położenie
Rezerwat leży w południowo-wschodniej części Płaskowyżu Silickiego, u południowych podnóży wzgórza Fabiánka (633 m n.p.m.), w dolnej części dolinki spływającego z tego wzgórza drobnego cieku wodnego (słow. Brezoblatný potok). Znajduje się w granicach administracyjnych wsi Silica w powiecie Rożniawa. Leży w strefie ochronnej Parku Narodowego Kras Słowacki, ok. 400 m od granicy państwowej słowacko-węgierskiej.

## Historia
Rezerwat powołano rozporządzeniem Ministra Kultury Słowackiej Republiki Socjalistycznej nr 2963/1982-32 z 30 kwietnia 1982 r. z datą ważności od 1 lipca 1982 r. Obowiązuje w nim 4. (w 5-ciostopniowej skali) stopień ochrony.

## Charakterystyka
Rezerwat obejmuje niewielki obszar aluwiów Brezoblatného potoka na stanowiskach, zajmowanych dawniej przez olszyny, z zachowaną roślinnością przybrzeżną, reprezentowaną przez szereg rzadkich i chronionych gatunków. Jedyne stanowisko występowania kosaćca syberyjskiego w Krasie Słowackim.

## Cel ochrony
Rezerwat został powołany w celu ochrony pozostałości naturalnej roślinności torfowiskowej oraz unikalnych i chronionych gatunków roślin w Parku Narodowym Kras Słowacki w celach naukowych, edukacyjnych i kulturalnych.

## Turystyka
Teren rezerwatu nie jest udostępniany do zwiedzania turystycznego.